# مقاطعة كالاواي (ميزوري)
مقاطعة كالاواي (بالإنجليزية: Callaway County)‏ هي إحدى المقاطعات في ولاية ميزوري في الولايات المتحدة الأمريكية.